# Sheldon (comté de Rusk, Wisconsin)
Pour les articles homonymes, voir Sheldon.
Sheldon est un village situé dans le comté de Rusk, dans le Wisconsin, aux États-Unis. La population était de 237 habitants au recensement de 2010.

## Géographie
Selon le Bureau du recensement des États-Unis, le village a une superficie totale de 1,71 km2, uniquement composée de terres.